# 존 벤저민 히키
존 벤저민 히키(John Benjamin Hickey, 1963년 6월 25일 ~ )는 미국의 배우이다.

## 출연 작품
- 살렘스 롯 (2024) - 캘러핸 신부 역
- 메이플소프 (2018)
- 포에버 마이 걸 (2017)
- 몬태나 (2017)
- 배리 (2016)
- 탈룰라 (2016)
- 트루스 (2015)
- 마이 일레븐스 (2014)
- 빅 스톤 갭 (2014)
- 트랜스포머: 패자의 역습 (2009)
- 펠햄 123 (2009)
- 리빙 프루프 (2008)
- 싸인 시커: 여섯 개의 빛을 찾아서 (2007)
- 디 엑스 (2007)
- 프리덤 라이터스 (2007)
- 덴 쉬 파운드 미 (2007)
- 인퍼머스 (2006)
- 아버지의 깃발 (2006)
- 실버 벨스 (2005)
- 플라이트플랜 (2005)
- 체인징 레인스 (2002)
- 주디 갈란드 (2001)
- 결혼 기념일에 생긴 일 (2001)
- 더 레이디 인 퀘스천 (1999)
- 본 콜렉터 (1999)
- 장군의 딸 (1999)
- 파인딩 노스 (1998)
- 사랑! 용기! 연민! (1997)
- 아이스 스톰 (1997)
- 에디 (1996)
- 컴포터블 넘 (1995)
- 사랑의 금고털이 (1994)
- 온리 유 (1994)

### 텔레비전
- 로앤오더: 성범죄 전담반 (2000)
- 로앤오더: 범죄 전담반 (1998, 2002-06, 2014)
- 빅 씨 (2010-13)
- 맨하탄 (2014-15, Manhattan)